# 묵시록의 4기사 (만화)
《묵시록의 4기사》(일본어: 黙示録の四騎士)는 스즈키 나카바 작가가 쓰고 그린 일본의 만화이다. 일곱 개의 대죄의 공식 후속작이기도 하며 작가는 전작과 동일하다. 전작이 칠죄종을 소재로 삼았다면 이번 작은 아서왕 전설과 요한의 묵시록에 나오는 묵시록의 4기사를 소재로 삼았다. 주간 소년 매거진에서 2021년 9호부터 연재를 시작했다.

## 애니메이션
2023년 1월 25일 제1차 티저 PV가 공개되었다. 방영시기는 2023년 10월 8일부터 2024년 3월 31일까지 TBS 계열에서 제1기로 방영되었다.
제2기는 2024년 10월부터 방영될 예정이다.

## 특징
전작 일곱 개의 대죄로부터 16년이 흐른 시점이다. 전작의 등장인물들이 언급되거나 등장하고, 전작 초반부 스토리 진행의 중요한 역할을 했던 마신족 봉인도구 <영원한 어둠의 관>도 중요한 물건으로 등장한다. 전작에서 풀리지 않은 비밀들을 여기서 회수할 것으로 기대를 모으고 있다.
주인공 일행이 초반부터 강자 위치에 있던 전작과는 달리, 묵시록의 사기사의 주인공 퍼시벌과 그의 동료들은 강자의 위치에 있지는 않다. 퍼시벌은 묵시록의 사기사라는 예언된 존재로서 뛰어난 잠재력을 소유하고 있지만 경험부족으로 아직 상위권 성기사들에게는 혼자서 이길 수 없고, 퍼시벌이 여행중 만난 동료들인 나시엔스와 앤은 특기를 지녔지만 크게 강한 편은 아니다. 도니의 경우 성기사 낙제생었다
덕분인지 최후반부에서 파워 인플레가 넘쳐났던 전작과는 달리 파워 밸런스가 적절하게 맞춰졌다. 완성형 주인공이자 강자여서 기본적으로 스스로의 힘으로 해결하는 일이 많던 멜리오다스와 달리 퍼시벌은 동료들의 도움을 받고 작전을 펼쳐야 간신히 적을 쓰러뜨린다. 일곱 개의 대죄의 공식 후속작인지라 전작의 등장인물들도 등장한다.

## 등장인물

### 묵시록의 4기사 단원
- 퍼시벌(인간)

- 렌슬롯(인간과 요정족의 혼혈)

- 트리스탄(마신족과 여신족의 혼혈)

- 가웨인(인간)

퍼시벌대
- 퍼시벌

새의 날개처럼 생긴 초록색 머리를 지닌 소년. 1화에서 생일을 맞아 16세가 되었지만 외견은 어린 소년 정도로 밖에 보이지 않는다. 사회로부터 고립된 삶을 살았기 때문에 세상물정을 잘 모르고 성관념에 대해서도 잘 모르는 순진한 소년이지만, 할아버지 바르기스로부터 교육을 잘 받았기 때문에 불의를 참지 못하고 정의감이 넘치는 소년이다.
- 도니

나이는 주인공 퍼시벌과 같은 16살이다. 본래는 양 옆머리 멀쩡했지만 퍼시벌의 기적 같은 활 솜씨에 왼쪽 옆머리만 밀은 헤어스타일을 지녔다.
- 신

퍼시벌의 앞에 나타난 말을 하는 분홍색 털의 여우. 사람의 말을 할 줄 아는 동물이라는 점에서 전작의 호크 포지션이지만 마스코트의 역할만 하고 무능에 가까웠던 호크와는 달리 유용한 지식을 여럿 가지고 있다. 리오네스 왕국의 왕인 멜리오다스에게 <묵시록의 사기사>중 1명과 그 동료가 될만한 인물들을 찾아 왕국으로 대려오라는 밀명을 받고 찾고 있었다. 퍼시벌과 그 동료들을 왕국으로 대려가는 도중 아서가 보낸 암살부대인 <어둠의 탈리스만>과 싸우는 과정에서 정체를 드러냈다. 그 정체는 퍼시벌과 마찬가지로 <묵시록의 사기사> 일원인 랜슬롯이다.
- 나시엔스

하얀 정장에 하얀 실크 햇을 쓴 소녀다. 메아리의 골짜기에 사는 약사, 골짜기에 사는 약사 오르드와 거인족 수녀 드로렌스와 함께 자랐다. 오르드를 할아버지이자 약학의 스승처럼 여겼고, 드로렌스는 누이처럼 여기며 가족처럼 지냈다. 하지만 어느날부터 이상한 실험을 벌여서 골짜기의 숲에 사는 동식물들이 난폭해지거나 요정들을 납치해 생체실험을 벌이다는 소문이 나는 등 위험한 인물로 알려져 있다. 하지만 이는 어느정도 소문이 과장된 것이며 남에게 함부로 생체실험을 벌이지 않고 생명을 중요시 여기는 성격이다.
다만 매드 사이언티스트 기질은 천성이고 흥분하면 입술을 물어뜯는 특이한 버릇이 있다. 이 때문에 입가에 피가 줄줄 흐르는게 일상이서 위험인물이라는 소문을 더 부풀렸다.
- 앵핼러드

시스타나의 영주 카르덴의 딸이다. 주로 앤이라는 애칭으로 불린다. 엄격한 아버지에게 길러져 조신한 성격을 연기하고 있지만 사실 기가 센 말괄량이고 어머니처럼 성기사가 되는 것이 꿈이다. 거짓말을 간파할 수 있는 마력을 지녔다. 어느날 마을에 들른 아버지의 지인이자 성기사인 이론시드가 마을을 지키기 위해 어느 물건을 찾아달라고 찾아온다. 아버지는 그를 신뢰하는 듯한 모습을 보이지만, 앤은 그가 하는 말이 전부 거짓이라는 걸 눈치채고, 한치 앞도 안 보일 만큼 시커먼 그의 내면 때문에 경계했다. 그 때문에 어둠의 관의 파편 조각 하나를 이론시드에게 넘기지 않으려고 숨기고 있었고 이론시드가 마을 사람들을 어둠의 관에 제물로 바쳐 리오네스를 멸망시키려고 하자 퍼시벌 및 그 동료들과 함께 이론시드에 맞서서 싸웠다. 이후 퍼시벌일행이 시스타나를 떠날 때 따라가며 동료료 합류한다.
- 실뱅

앤이 마을에서 가져온 말. 눈빛이 영 쾡하고 다리도 말 치고는 많이 짦으며 체력도 낮은 폐급 말이다. 앤의 말로는 다른 말들은 부서진 마을 부흥에 사용하고 있어서 남은 게 실뱅 밖에 없었다고 한다.
리오네스
- 12대 국왕 멜리오다스

저주가 풀려 노화가 진행되고 있지만 수명이 불멸에 가까운 마신족이라 전작과 외모 차이가 나지 않는다. 오히려 아들 트리스탄이 형으로 보일 정도.
현 리오네스의 왕이며 아서와 대립 중이다. 다른 멤버들과 함께 언급만 되거나 실루엣으로만 등장한다. 성기사가 되고 싶은 주인공 일행의 앵헬러드가 일곱 개의 대죄를 동경하는데, 그중에서 멜리오다스에게 팬심을 지녔다. 무려 현상범 시절의 아저씨 그림의 수배지까지 가지고 있다. 30화에서 말하는 여우 신에게 묵시록의 사기사 중의 한 명인 퍼시벌을 자신에게 데리고 오라는 밀명을 내렸다고 언급된다. 또한 신은 사실 랜슬롯이라는 사실이 밝혀진다.
51화에서 랜슬롯이 주언의 구슬로 텔레포트해서 퍼시벌 일행을 데리고 리오네스로 직접 오는데, 정작 멜리오다스는 왕궁에 없고 밖을 나돌고 다닌다고 한다. 왕임에도 자유분방하게 행동해서 가신들을 곤란하게 만드는 일이 자주 있는 모양인지 랜슬롯과 병사들은 한숨을 쉰다. 이후 도시 구경을 하던 퍼시벌이 처음보는 대도시에 힘들어했을 때 나타나 도와준다. 퍼시벌을 돼지 모자 주점에 데려와 음식을 대접하는데, 16년이나 지났음에도 요리실력은 여전한지 퍼시벌을 요단강 너머로 보낼 뻔 했다. 퍼시벌을 간병하면서 그의 소지품을 둘러보는데, 투구와 망토에 새겨진 우로보로스 문장을 통해 퍼시벌이 바르기스의 손자라는 걸 눈치채며 놀란 퍼시벌에게 자기소개를 한다.
처음에는 자기 또래의 소년이 왕일리 없다고 생각한 퍼시벌이었지만 이내 진짜라는 걸 눈치채고 묵시록의 사기사란 무엇인가, 아서 왕의 목적은 무엇인가, 그리고 자신의 할아버지가 왜 죽었어야 했냐고 묻는다. 멜리오다스는 바르기스의 죽음에 안타까워하며 차차 설명해줄테니 자신을 따라오라고 말한다. 헨드릭슨과 드레퓌스, 대장장이 질 등을 소개하며 인간 백성들이 거인족과 요정족과 행복하게 어울려다니는 리오네스 왕국의 모습을 보여준다. 퍼시벌이 즐거워하며 마신족은 없냐고 묻자 그들과 살고 싶어하는 사람이 있겠냐고 반문한다. 적어도 퍼시벌 자신은 싫어하지 않는다며 마신족의 마을에 가본적도 있고 그들의 언어도 사용하는 모습에 깜짝 놀라며 멜리오다스 자신도 마신족의 언어로 대답해준다. 마침내 마을 전체가 보이는 언덕에 올라가고 퍼시벌이 이곳은 정말로 좋은 곳이라고 칭찬하자, 멜리오다스는 이제 그 행복도 얼마 안 갈 것이라며 묵시록의 사기사 중 한명인 퍼시벌에게 자신을 도와달라고 말한다.
세계를 구할 거라는 말에 랜슬롯의 묵시록의 사기사는 세상을 멸망시킬 거라는 말과는 전혀 달라서 의아해하는 퍼시벌에게 이것도 나중에 설명해주겠다며 일단 성으로 가자고 말하는데, 그때 부하에게 트리스탄 리오네스가 묵시록의 사기사 가웨인을 데리고 복귀했다는 보고를 받는다. 하지만 가웨인이 도망쳤다는 말에 골치 아파하면서 퍼시벌에게 먼저 돌아가라고 말하지만, 퍼시벌은 빛나는 무언가에 정신이 팔려서 사라진지 오래였다.
이후 성으로 돌아와선 바트라의 예언을 듣고 조용히 묵시록의 사기사와 펠가르드가 싸우는 쪽을 본다. 아서 왕이 부활시켜 보낸 십계 메라스큘라와 갈란이 나타나도 가만히 있다가 트리스탄이 그토록 꺼리는 마신화를 발동해서 쓰러뜨려 놀라워 하는 엘리자베스에게 신뢰할 수 있는 친구 덕분이라 말한다. 그리고 나갈 채비를 하며 얼마 안 가 아서 왕이 리오네스에 나타난다.
아서가 트리스탄에게 날린 공격을 풀 카운터로 반사한다. 이렇게 검을 마주하게 될 줄은 몰랐다고 한탄하지만, 아서는 평화를 이룩하기 위해서는 인간을 제외한 모든 이종족들을 멸망시키려고 한다. 이에 아서에게 마지막으로 헤어졌을 때의 말을 하며 그의 눈을 뜨게 해주겠다고 말한다. 이에 아서는 눈을 떠서 이렇게 된거라 말하며 인간만을 위한 세상을 만들기 위해 전투를 벌인다. 둘은 대등한 접전을 벌이지만, 마신화의 영향으로 폭주하는 트리스탄을 지키느라 멜리오다스가 조금씩 밀리기 시작하고 트리스탄과 함께 당할 위기에 처한다. 허나 랜슬롯의 등장으로 위기를 모면하게 되고, 폭주가 진정된 트리스탄과 함께 전선에서 물러나 랜슬롯과 아서의 전투를 지켜본다. 랜슬롯이 아서를 상대로 선전하고, 아서는 상황이 불리해지자 한발 먼저 물러난다.
모든 것이 끝난 후 퍼시벌과 그의 동료들을 부른다. 나오자 마자 엘리자베스의 가슴을 움켜쥐며 왕으로서의 위엄은 갖다버린 모습을 보여준다. 퍼시벌 일행에게 그간의 노고를 칭송하며 이제 작별인사를 나눌 준비가 되었냐고 묻는데, 퍼시벌과 친구들이 헤어지기 싫어 우는 모습에 오해를 정정시켜준다. 도니, 나시엔스, 앵헬러드에게 성기사 수여식을 내리고 앞으로도 퍼시벌의 곁에 남아 도와주라고 말한다.
이후 4기사와 그 동료들에게 본격적으로 카멜롯에 대해 알려준다. 현재 카멜롯은 마계와 요정계처럼 다른 차원에 존재하고 있으며, 아서가 무언가를 창조할 때마다 브리타니아의 대지가 조금씩 소멸하고 있다고 한다. 정보의 출저는 아서의 전 부하이자 퍼시벌의 할아버지 바르기스다. 또한 자신들 일곱 개의 대죄가 개입하지 못하는 이유는 인간을 제외한 종족을 거부하는 결계 때문이며, 현재 카멜롯으로 갈 수 있는 유일한 방법인 카멜롯의 포로도 제리코에 의해 숙청되었기 때문에 카멜롯을 갈 방도가 사라진 상태다. 하지만 퍼시벌만은 낙관하지 않으며, 동료들과 함께 카멜롯을 갈 방법을 찾을 겸 브리타니아 전역을 돌아다녀보자고 헤말게 말하며 모두에게 기운을 준다. 이 모습을 본 멜리오다스는 이 아이들이 정말로 브리타니아에 희망을 줄지도 모른다고 기대한다.
퍼시벌과 나머지 사기사들, 그리고 퍼시벌의 동료들에게 떠나기 전 밤에 홀로 옥상 정원에서 술을 마시다가 가웨인을 만나 이야기를 한다. 이때 가웨인의 모습은 멀린과도 유사한 복장이여서 잠시 놀란다. 친교의 의미로 멜리오다스가 특제 푸딩을 준비했다는 말에 가웨인이 큰 술통에 가득 들어있는 푸딩에 입맛을 다시고 멜리오다스 스페셜이라고 멜리오다스가 설명한다. 멜리오다스의 요리에 대한 악명을 모르는 가웨인이 덥썩 한입 먹고 난 뒤 다음날 원인불명의 발열, 습진, 구토, 설사, 복통, 환각, 환청을 일으키면서 떠나려 했던 여정을 하루 연기하고 만다.
가웨인이 앓고 그 다음날 회복해서 여행길이 가능해졌을때 사기사들과 일행들의 동료들을 왕의 알현실에 모여 멜리오다스의 이야기를 듣게 된다. 회복하긴 했으나 여전히 여파가 남았는지 배를 움켜 쥐고는 멜리오다스를 노려보면서 멜리오다스의 특제 푸딩인 멜리오다스 스페셜을 잔반 취급을 하면서 요리 솜씨를 실감하게 된다. 행선지에 대해 설명하면서 조를 나누어 퍼시벌 일행들과 가웨인은 브리타니아 북부 요정왕의 숲 쪽을 협력 후 수색하는 것과 트리스탄 부대는 브리타니아 남부 구 카멜롯 쪽을 수색, 그리고 란슬롯만 단독으로 브리타니아 동부 벤웍 쪽을 수색하는 것으로 지시하게 된다. 란슬롯은 떨떠름하게 행선지를 다른 부대와 바꾸면 안되냐고 말하면서 아직은 돌아갈 수 없다라고 말하자 일단은 제리코를 찾았으니 절반은 약속을 지킨게 아니냐고 멜리오다스가 말한 후 소식으로도 알려주려 돌아가주라고 말하면서 란슬롯의 부모님에게 자신이 건강하다는 모습을 보여달라면서 멜리오다스가 나름대로의 선의를 베푼다.
일행들이 전부 떠난 걸 확인한 그는 아들인 트리스탄을 위험한 여행에 보내버렸다고 하며, 갈수록 트리스탄에게 미움만 산다는 마음을 드러낸다. 트리스탄이 멜리오다스를 동경한다는 엘리자베스의 말에 그런 건 처음 들어본다며 머쓱해한다. 한 편, 기네비어가 행방불명되었다는 랜슬롯의 정보를 언급하고선, 만약 그녀가 카멜롯으로 납치되었다면 큰 폭풍이 일어날 것이라고 긴장한 모습을 보인다.
- 12대 왕비 엘리자베스 리오네스

카멜롯 왕국의 국왕 현 시점에선 32세이다
카멜롯
- 아서 펜드래곤

카멜롯 왕국의 국왕 현 시점에선 32세이다
- 멀린

리오네스의 왕국의 전설의 기사단 <일곱 개의 대죄>에서 <폭식의 죄>의 타이틀을 가지고 있는 단원. 일곱 개의 대죄가 성기사장 살해 누명을 써 흩어졌을 당시 약 10년 동안 카멜롯에서 아서를 지도해왔다. <일곱 개의 대죄>가 공식적으로 해산한 현재는 국왕 아서의 스승이자 최측근으로 그를 보좌하고 있는 것으로 알려졌으나 작중시점의 멀린은 아서가 만들어낸 환상이라는 사실이 드러났다. 진짜 멀린의 위치는 불명이다
- 무명

- 울론디

흡혈귀 일족의 생존자로, 멀린의 사역마였다. 인간이 아닌 종족임에도 불구하고 멀쩡한 근황을 보고 의구심을 가지는 독자들이 꽤 나오고 있다.
- 타리스카

메아리의 골짜기에 독을 풀어놓고 오르드를 괴물로 만든 장본인으로 호박색 갑옷을 입은 성기사. 날씨를 자유자재로 다루는 마력 캘러미티를 사용한다. 앞서 등장한 카멜롯의 성기사들과는 달리 정면에서 나서는 것보다 뒤에서 암약하는 것이 취향이라고 한다. 타종족을 치료하던 오르드에게 위법이라며 그 능력을 인간만을 위해 사용하라고 충고했지만 거절해서 그를 괴물로 만들고 골짜기를 멸망으로 이끄는 괴물로 만들었다. 하지만 퍼시벌과 나시엔스의 활약으로 숲이 다시 회복하자 짜증을 내면서 직접 모습을 드러낸다. 퍼시벌이 묵시록의 사기사 일원인 걸 눈치채자 그를 죽이려 드는데, 퍼시벌의 특이한 마력에 패배해서 물러난다. 그가 떨군 혼돈의 지팡이가 부서지자 오르드도 원래대로 돌아왔다.
- 모트랙

22화에서 퍼시벌 일행의 목숨을 기여코 끊으려는 이론시드를 막으며 첫등장한다. 이론시드가 화를 내려 하자 묵시록의 4기사를 막으려는 이론시드를 이해하지만 이론시드가 마을에 풀어놓은 그레이터급 망자들을 모두 없애버릴 만한 일곱개의 대죄나 그에 필적하는 자들은 위험하다면서 진정시키고 이론시드와 퇴각한다. 102화에서 이론시드의 아내의 동생, 즉 처남이라는 것이 밝혀진다. 정원에서 디오드라와 검술 훈련을 하는데, 이론시드 몰래 한 것이라 비밀로 하자고 한다. 디오드라가 아버지가 자꾸만 브리타니아에 대해 위험한 곳이라고 거짓말을 하는 것을 신경쓰자, 디오드라의 마음도 이해하지만 단 한가지 중요한 것은 이론시드가 진심으로 디오드라를 사랑하고 있다는 사실을 가르쳐 준다. 이후 아서 왕의 명령에 따라 묵시록의 4기사 암살조로 보내진다.